# 4 × 100 meter stafett för damer i friidrott vid olympiska sommarspelen 1992
4 × 100 meter stafett för damer vid olympiska sommarspelen 1992 i Barcelona avgjordes 7–8 augusti. 

## Medaljörer
| Gren          | Guld                                                                                   | Guld  | Silver                                                                              | Silver | Brons                                                                           | Brons |
| 4 × 100 meter | USA · Evelyn Ashford · Esther Jones · Carlette Guidry · Gwen Torrence · Michelle Finn* | 42,11 | OSS · Olga Bogoslovskaja · Galina Maltjugina · Marina Trandenkova · Irina Privalova | 42,16  | Nigeria · Beatrice Utondu · Faith Idehen · Christy Opara-Thompson · Mary Onyali | 42,81 |

## Resultat

### Final
| Placering | Land       | Idrottare                                                                       | Tid   |
| --------- | ---------- | ------------------------------------------------------------------------------- | ----- |
|           | USA        | • Evelyn Ashford • Esther Jones • Carlette Guidry • Gwen Torrence               | 42,11 |
|           | OSS        | • Olga Bogoslovskaja • Galina Maltjugina • Marina Trandenkova • Irina Privalova | 42,16 |
|           | Nigeria    | • Beatrice Utondu • Faith Idehen • Christy Opara-Thompson • Mary Onyali         | 42,81 |
| 4.        | Frankrike  | • Patricia Girard-Léno • Odiah Sidibé • Laurence Bily • Marie-José Pérec        | 42,85 |
| 5.        | Tyskland   | • Andrea Philipp • Silke Knoll • Andrea Thomas • Sabine Günther                 | 43,12 |
| 6.        | Australien | • Melissa Moore • Melinda Gainsford • Kathy Sambell • Kerry Johnson             | 43,77 |
| —         | Jamaica    | • Michelle Freeman • Juliet Cuthbert • Dahlia Duhaney • Merlene Ottey           | DNF   |
| —         | Kuba       | • Eusebia Riquelme • Aliuska López • Idalmis Bonne • Liliana Allen              | DNF   |